# Микьо Дордже
Осмият Кармапа, Микьо Дордже (1507 – 1554) е роден в Дамчу в източен Тибет и както се твърди още с отварянето на очите си произнесъл „Кармапа“. Разбира се бързо бива разпознат, а и през следващите години многократно показва, че ясно помни кой е. По това време се появява още едно дете, за което се трвърдяло, че е Кармапа, но когато срещнали двете деца претендентът спонтанно прави прострация пред Микьо Дордже. Тогава младия Кармапа обявява, че другия кандидат е прераждане на Сурманг Чунгцанг от манастира Сурманг.
На седемгодишна възраст започва същинското му обучение и първи негови учители са Третия Ситу Ринпоче Таши Палджор и Сандже Ниенпа Ринпоче, на когото седмия Кармапа бил поверил линията. Микьо Дордже, подобно на Третия Кармапа с оргомна лекота възприема множеството учения от своите лами, а по-късно се изявява и като поет, художник и скулптор. Той например силно повлиява Тханка – живописта. Описана е историята как Микьо Дордже направил статуя на самия себе си и когато тя станала готова Кармапа запитал ”Приличаш ли на мен?“ Тогава статуята отговорила „Разбира се“.
Чьодруб Сенге предава на Кармапа възгледа Шенгтонг или „Пуст от нещо друго“, широко използван в традициите Нингма и Джонанг и иска от него да го преподава. През годините Шенгтонг често бива атакуван от представителите на Гелуг, придържащи се към Рангтонг или „Пуст в същността си“. Впоследствие Шенгтонг чрез Петнадесетия Кармапа достига до Джамгон Конгтрул Лодро Тайе и става крайъгълен камък на „Безграничното движение“ или Риме. Така Микьо Дордже става предвестник на Будисткия Ренесанс на деветнадесети век.
Микьо Дордже оставя в наследство огромен обем от около тридесет тома творби, включващи  коментарни текстове върху
Абхидхарма, Мадхямака, Тантра, Махамудра, философия, поезия и дори лингвистика. Един от особено важните му приноси е „Гуру Йога в Четири Сесии“, посветена на неговия лама Сандже Ниенпа Ринпоче. Тя става ключова практика в Карма Камцанг през следващите векове и до днес.
Кармапа получава ясни знаци за предстоящата си смърт, но отговаря на молбата на Паво Ринпоче и Шамарпа и удължава живота си с около шест години. В крайна сметка умира от проказа по време на епидемия в Южен Тибет. Кармапа оставя множество високореализирани ученици като Шамар Кьончок Йенлак, Паво Цуклак Тренгва, Гялцап Дракпа Палджор, Ситу Чьокий Гоча и Карма Тинлей Легдруб. Освен това е вдъхновение на лекари, поети и художници, на които оказва силно духовно влияние.